# Lungarno Corsini
Il Lungarno Corsini è quel tratto della sponda nord dei lungarni fiorentini che va dal Ponte Santa Trinita al Ponte alla Carraia.
Vi si affacciano i Palazzi Gianfigliazzi, il Palazzo Piccioli, lo sfarzoso Palazzo Corsini al Parione, da cui prende il nome il lungarno, e il consolato britannico.

## Storia
Il Lungarno Corsini è da sempre una delle passeggiate eleganti della città, con importanti palazzi che vi si affacciano.
Da piazza Goldoni vi si incontra un lato di palazzo Ricasoli, che nel XIX ospitava il rinomato Gran Hotel de New York, privilegiato dalla clientela americana. Poco più avanti una targa datata 1848 ricorda l'impresa del giovane Leopoldo Gargani, un popolano che nell'inverno del 1847 salvò la vita un ragazzo scivolato nel fiume.

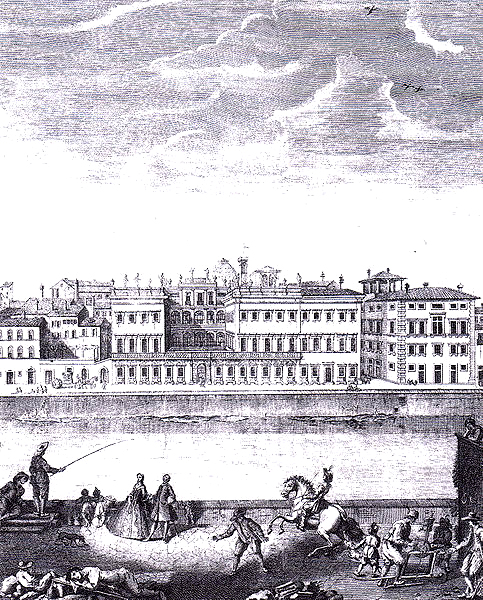
Giuseppe Zocchi, veduta di Lungarno Corsini (1744)

Al posto del palazzo Corsini al Parione, edificato tra il 1656 e il 1737, esisteva il "casino" di Don Lorenzo de' Medici, sede originaria dell'Accademia Drammatica degli Infuocati e decorato da numerose opere d'arte tra ci alcuni affreschi sul tema delle Muse di Bernardino Poccetti. Per fare spazio al palazzo dei corsini vennero sacrificate anche le case già di Dino Compagni, dei Minerbetti e degli Ardinghelli.
Accanto a palazzo Corsini, in angolo con la stretta via del Parioncino, si trova la semplice Casa dei Vallombrosani. Poco oltre si trova il primo dei palazzi dei Gianfigliazzi, dove una targa ricorda il soggiorno di Alessandro Manzoni quando venne a Firenze a "risciacquare i panni in Arno", per rendere più toscana la lingua dei Promessi sposi. Nel secondo dei palazzi già dei Gianfigliazzi abitò un'altra gloria letteraria, Vittorio Alfieri, come ricordano due targhe: una sul portone e una sul terrazzino al primo piano, fatte apporre orgogliosamente dall'allora proprietario, il conte Masetti. L'Alfieri visse nel palazzo la sua tormentata storia d'amore con Luisa d'Albany, principessa di Stolberg, moglie di Charles Edward Stuart; i due, costretti a lasciarsi per via dello scandalo si ritrovarono in Alsazia nel 1785 e andranno a vivere insieme, dopo il divorzio e la morte dello Stuart, a Parigi, a Siena ed infine in questo palazzo fiorentino dal novembre del 1792. Con la morte dell'Alfieri a Firenze (1803) Luisa ordinò un monumento ad Antonio Canova, che ancora oggi si trova nella Basilica di Santa Croce.
Chiude la strada il quattrocentesco Palazzo Piccioli, già sede del Casino dei Nobili durante il XVIII secolo.